# Parlamento de la República Italiana
El Parlamento de la República Italiana (en italiano: Parlamento della Repubblica Italiana) es el órgano constitucional titular del poder legislativo. Tiene una estructura bicameral, estando formado por la Cámara de Diputados y el Senado de la República.

## Composición
La Cámara de Diputados está formada por 400 miembros, mientras que hay 200 senadores más los senadores vitalicios. Hasta la reforma constitucional de 2020, la Cámara de los Diputados estaba formada por 630 miembros, mientras que había 315 senadores, más los vitalicios. Las dos cámaras se reúnen conjuntamente para determinados casos designados por la Constitución. El caso más importante es la elección del Presidente de Italia, votación en la que también se reúnen con representantes regionales. Otros casos son para elegir cinco miembros del Tribunal Constitucional Italiano y para elegir un tercio del Consejo Superior de la Magistratura.
En los casos previstos en la Constitución, el Parlamento se reunirá en sesión conjunta.

## Historia
El Parlamento subalpino, del que son sucesores el Parlamento de Reino de Italia y el actual Parlamento republicano, tiene varios precedentes en los estados de preunificación, comenzando por el Parlamento siciliano. Sin embargo, es el Parlamento inglés el que inspiró su práctica e instituciones, tras haber sido trasplantado a Europa, especialmente a través de la experiencia francesa.

## Autodichia
Una peculiaridad de la experiencia constitucional italiana es la «excepción al ejercicio ordinario de la función judicial en los tribunales cuando se refiere a cuestiones de la vida interna de los órganos constitucionales». El origen del instituto es la forma en que «en el
período estatutario de las Cámaras se reconocía una posición garantizada con
respecto a la intervención del soberano. (...) Instituciones similares a la autodichia italiana son prácticamente desconocidas en otros sistemas jurídicos (incluyendo, al parecer, los países de
y Centro y Suramérica) donde se ha impuesto la regla del sometimiento a la
justicia ordinaria cuando se trata de resolver conflictos entre los órganos
constitucionales y sus empleados».